# Incident de la reddition de Makiivka
 (juin 2025).
L'incident de la reddition de Makiivka s'est produit pendant l'invasion russe de l'Ukraine en 2022 dans le village de Makiivka, dans l'oblast de Louhansk. Des vidéos montraient ce qui semblait être au moins dix soldats russes se rendant à quatre soldats ukrainiens à Makiivka. Les soldats russes sortaient d'une cabane d'aisances un par un et s'allongeaient face contre terre. Les soldats ukrainiens paraissaient détendus avec leurs fusils pointés vers le sol. Puis un onzième soldat russe surgit soudainement et ouvrit le feu sur les Ukrainiens, les prenant par surprise, constituant un possible crime de guerre de perfidie. Dans une autre vidéo, environ 12 morts étaient visibles dans les images. Le moment où les images ont été prises et l'identité de leur auteur demeuraient inconnus,,.
Le 19 novembre 2022, le Haut-Commissaire des Nations unies aux droits de l'homme a déclaré que les Nations unies étaient au courant des vidéos et les examinaient. Selon le porte-parole du Bureau des droits de l'homme de l'ONU, « les allégations d'exécutions sommaires de personnes hors de combat doivent faire l'objet d'une enquête rapide, complète et efficace, et tous les auteurs doivent être tenus responsables ».

## Vidéos
The New York Times a déclaré avoir vérifié des vidéos de soldats russes avant et après qu'ils aient été abattus, lorsque des soldats ukrainiens tentaient de les capturer, bien qu'il ne soit pas clair si les troupes ukrainiennes avaient agi en légitime défense,. Dans cette vidéo, la majorité des soldats russes se trouvent dans les mêmes positions qu'au moment de leur reddition, gisant immobiles et manifestement morts. Ils sont entourés de sang, et certains d'entre eux semblent saigner de la tête ou du haut du torse. Les uniformes portés par les soldats comportent les sangles rouges et marquages bleus reconnaissables.

## Réactions

### Des autorités russes
Moscou a affirmé que les forces ukrainiennes avaient « impitoyablement abattu des prisonniers de guerre russes désarmés ». Valery Fadeyev, président du Conseil présidentiel pour la société civile et les droits de l'homme, a déclaré que la Russie « demanderait une réaction et une enquête de la part de la communauté internationale »,. Maria Zakharova, porte-parole du ministère russe des Affaires étrangères, a affirmé que la vidéo montre une « exécution » et que la Russie souhaite une enquête internationale. Elle a prétendu que le film fournit « des preuves supplémentaires des crimes des néo-nazis ukrainiens et de la violation flagrante par l'Ukraine du droit international humanitaire, en particulier des Conventions de Genève ».
Le ministère russe de la Défense a déclaré que la vidéo montrait le « meurtre délibéré et méthodique de plus de 10 militaires russes immobilisés par des soldats ukrainiens dégénérés », que le « meurtre brutal de militaires russes n'est ni le premier, ni le seul crime de guerre » commis par les forces ukrainiennes, et que le président ukrainien Volodymyr Zelensky devrait « répondre devant le tribunal de l'histoire et les peuples de Russie et d'Ukraine ».

### Des autorités ukrainiennes
L'Ukraine a utilisé les vidéos pour mettre en avant les capacités militaires de ses forces armées et souligner ses « tentatives vaillantes » de reprendre le territoire qui avait été pris par la Russie plus tôt dans la guerre.
Le médiateur ukrainien Dmytro Lubinets a nié que les forces ukrainiennes aient tué des prisonniers de guerre russes, affirmant que les soldats russes avaient commis un acte de perfidie. Il a déclaré que les soldats russes avaient ouvert le feu pendant que les prisonniers se rendaient.
Le 20 novembre, la vice-première ministre Olha Stefanishyna a promis de lancer une enquête.

### Réactions internationales
L'incident devrait être examiné, selon les Nations Unies. Un porte-parole du Bureau des droits de l'homme de l'ONU, Marta Hurtado, a déclaré : « Ces enregistrements nous sont connus et nous les examinons. Les allégations d'exécution de personnes hors de combat doivent faire l'objet d'une enquête rapide, approfondie et efficace, et tout contrevenant doit être traduit en justice. » Le 25 novembre, le Haut-Commissaire des Nations Unies aux droits de l'homme, Volker Türk, a déclaré : « Notre Mission de surveillance en Ukraine a mené une analyse préliminaire indiquant que ces vidéos troublantes sont très probablement authentiques dans ce qu'elles montrent » et a appelé les autorités ukrainiennes à enquêter sur les allégations d'exécutions sommaires de prisonniers de guerre russes « d'une manière qui soit – et soit perçue comme – indépendante, impartiale, approfondie, transparente, rapide et efficace. »